# Sigaretta
Sigaretta is een geslacht van wantsen uit de familie van de Corixidae (Duikerwantsen). Het geslacht werd voor het eerst wetenschappelijk beschreven door Popov in 1971.

## Soorten
Het genus bevat de volgende soorten:

- Sigaretta florissantella Cockerell, 1906
- Sigaretta tenuis Hong & Wang, 1990